# Sint-Jan de Doperkerk (Esino Lario)
De Sint-Jan de Doperkerk (Italiaans: Chiesa di San Giovanni Battista) is een kerkgebouw in Esino Lario in de Italiaanse provincie Lecco (regio Lombardije). De kerk is een bijkerk in de parochie van San Vittore Martire en ligt in Esino Inferiore, het lager gelegen deel van Esino Lario. Voor de kerk ligt er een klein pleintje met de naam Piazza San Giovanni.
Het gebouw is gewijd aan Sint-Jan de Doper.

## Geschiedenis
In 1565 werd de kerk geconsecreerd.
In 1635 werd de kerk voor de eerste keer gerestaureerd.

## Opbouw
Het is een eenvoudig kerkgebouw zonder beuken. De kerk is zuidwest-noordoost georiënteerd en in de oosthoek bevindt zich de kerktoren.

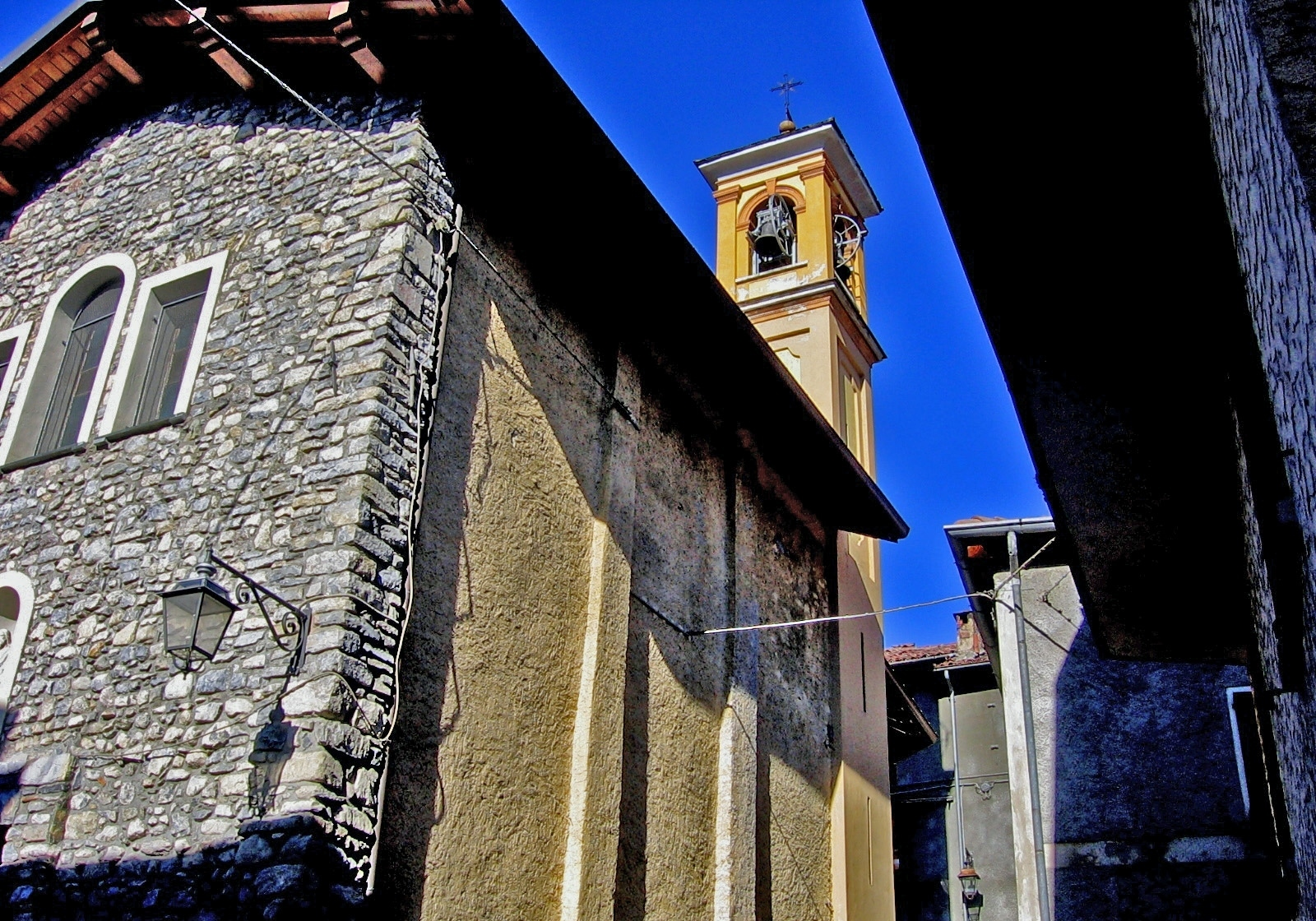
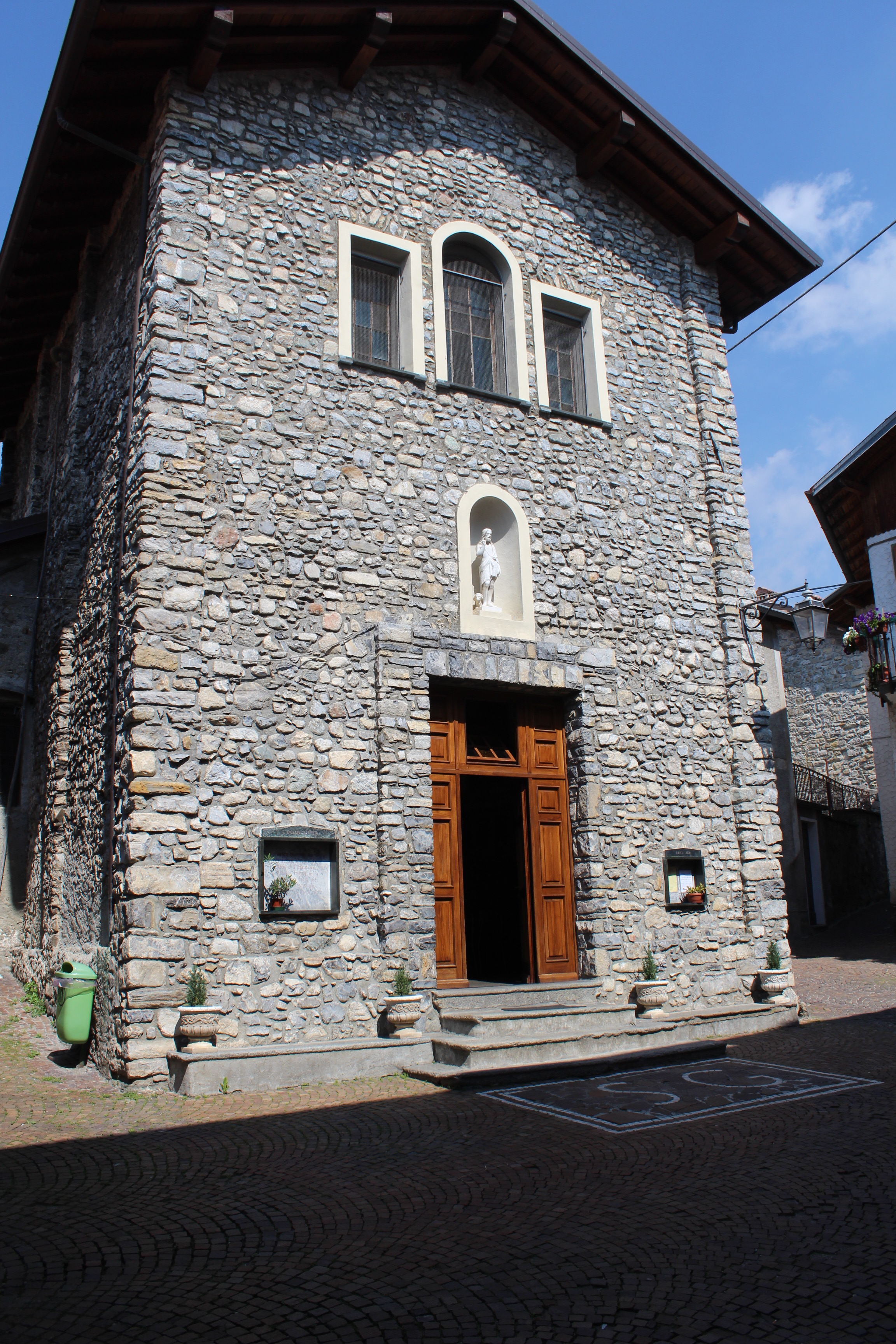